# Warren Buffett
Warren Edward Buffett (ur. 30 sierpnia 1930 w Omaha) – amerykański inwestor giełdowy, przedsiębiorca i filantrop. Dyrektor generalny holdingu Berkshire Hathaway, uważany za jednego z najlepszych inwestorów na świecie. Od lat notowany na liście najbogatszych ludzi świata magazynu „Forbes”. W 2025 roku „Forbes” oszacował jego majątek na 154 miliardy dolarów, plasując go na 6. pozycji najbogatszych ludzi na świecie.

## Życiorys
Jest synem Leili i Howarda Buffettów. Ojciec był maklerem, przedsiębiorcą i politykiem, członkiem Izby Reprezentantów z Partii Republikańskiej. Warren jako młody chłopak pracował w rodzinnym sklepie spożywczym w Omaha. W wieku 12 lat przeniósł się z rodzicami do Waszyngtonu. Tam zajął się m.in. roznoszeniem gazet.
Studiował w Wharton School na Uniwersytecie Pensylwanii, następnie przeniósł się i ukończył studia na poziomie licencjackim na University of Nebraska–Lincoln. W 1951 roku kończył studia w Columbia Business School, uzyskując tytuł magistra ekonomii. Wybór Columbia Business School był spowodowany tym, że wykładowcą finansów był tam Benjamin Graham, którego idee zawarte w książkach Security Analysis i Intelligent Investor Buffett bardzo cenił. Po ukończeniu studiów wrócił do Omaha i podjął pracę w spółce ojca, Buffet-Falk & Company. w 1954 roku przyjął ofertę Benjamina Grahama pracy w jego spółce, i Buffettowie przeprowadzili się do Nowego Jorku. Wrócili na stałe do Omaha w 1956 roku, po przejściu Grahama na emeryturę. W tym samym roku założył swoją pierwsza spółkę.
W 1959 roku poznał Charliego Mungera, który wkrótce został jego wspólnikiem i przyjacielem.
W 1962 roku jego spółka Buffet Partnership rozpoczęła skup akcji spółki Berkshire Hathaway, stając się jej większościowym akcjonariuszem. W 1969 roku zlikwidował Buffet Partnership (spółka w latach 1957–1968 uzyskała średnią roczną stopę zwrotu w wysokości 31,6%). W latach 1991–1992 pełnił funkcje tymczasowego prezesa i przewodniczącego rady nadzorczej banku inwestycyjnego Salomon Brothers.
Zarządzany przez Buffeta Berkshire Hathaway kontroluje duże pakiety akcji spółek giełdowych, m.in. Apple, American Express i Coca-Coli. Jego strategia inwestycyjna polega na nabywaniu dużych pakietów akcji stosunkowo niewielkiej liczby dobrze zarządzanych przedsiębiorstw (inwestowanie skoncentrowane). Ich wartość szacuje m.in. za pomocą metody zdyskontowanych przepływów pieniężnych.
W kwietniu 2012 roku zdiagnozowano u niego raka prostaty.
W nawiązaniu do sukcesów w przywidywaniu trendów na rynku kapitałowym bywa nazywany „Wyrocznią z Omaha”. Jest znany z wierności zasadom inwestowania w wartość (value investing) oraz oszczędności i skromności w życiu osobistym, pomimo posiadanej fortuny.

## Działalność charytatywna
Prowadzi działalność filantropijną – założył i sponsoruje fundację The Buffett Foundation. W 2006 roku poinformował, że zamierza przekazać 12 050 000 akcji Berkshire Hathaway pięciu fundacjom charytatywnym, w tym pięć szóstych tego majątku fundacji Billa i Melindy Gates. Beneficjentami pozostałej części zostały Susan Thompson Buffett Foundation i trzy inne fundacje prowadzone przez dzieci Buffetta. Wartość darowizny wynosiła ok. 37 mld dolarów, co stanowiło największą darowiznę w historii Stanów Zjednoczonych.

## Życie prywatne
W 1952 roku ożenił się z Susan Thompson (zm. 2004). W związku urodziła się trójka dzieci. W 1977 roku Susan Buffett przeprowadziła się do San Francisco, ale para nigdy się nie rozwiodła i pozostała w bliskiej przyjaźni. W 2006 roku ożenił się z Astrid Menks, z którą mieszkał od 1978 roku.